# Hope Cooke
Hope Cooke (née le 24 juin 1940) est une américaine qui est la "Gyalmo" ( tibétain : རྒྱལ་མོ་, Wylie : rgyal mo), reine consort du Skkim, épouse de Palden Thondup Namgyal le dernier roi du Sikkim en tant qu'État de protectorat sous l'Inde. En 1973, le pays et leur mariage s'effondrent et le Sikkim est fusionné avec l'Inde. Cinq mois après le début de la prise de contrôle du Sikkim, Cooke retourne aux États-Unis avec ses deux enfants et sa belle-fille pour les inscrire dans des écoles de New York. Cooke et son mari divorcent en 1980; Namgyal est décédé d'un cancer en 1982.
Cooke écrit une autobiographie, Time Change (Simon & Schuster 1981) et commence une carrière en tant que conférencière, critique de livres et contributrice de magazines, devenant plus tard historien urbain. Dans sa nouvelle vie d'étudiante à New York, Cooke publie Seeing New York (Temple University Press 1995); travaille comme chroniqueuse dans un journal (Daily News) et enseigne à l'Université Yale, au Sarah Lawrence College et à Birch Wathen, une école privée de New York.

## Jeunesse et famille
Cooke est née à San Francisco de John J. Cooke, un instructeur de vol, et de Hope Noyes, un pilote amateur. Elle est élevée dans l'Église épiscopale. Sa mère, Hope Noyes, est décédée en janvier 1942 à l'âge de 25 ans lorsque l'avion qu'elle pilotait en solo s'est écrasé,.
Après la mort de sa mère, Cooke et sa demi-sœur, Harriet Townsend, déménagent dans un appartement de New York en face de leurs grands-parents maternels, Helen (Humpstone) et Winchester Noyes, le président de J. H. Winchester & Co., une société internationale de courtage maritime. Elles sont élevées par une succession de gouvernantes. Son grand-père meurt quand elle a 12 ans, sa grand-mère, trois ans plus tard. Cooke est la pupille de sa tante et de son oncle, Mary Paul (Noyes) et de Selden Chapin, ancien ambassadeur américain en Iran et au Pérou. Elle étudie à l'école Chapin de New York et fréquente l'école de Madère pendant trois ans avant de terminer ses études secondaires en Iran.

## Mariage avec le prince héritier du Sikkim

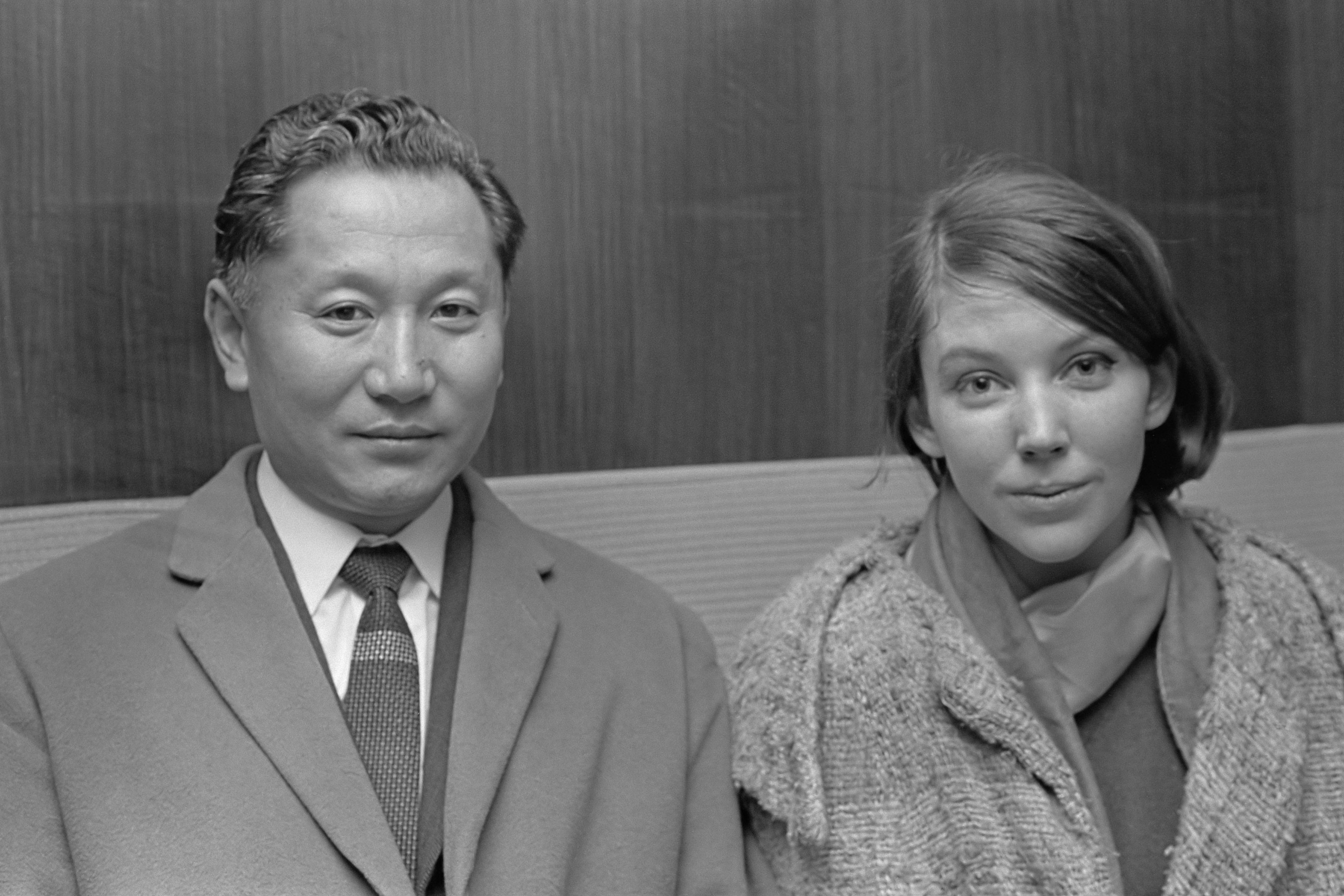
Le roi et la reine du Sikkim (1966)

En 1959, Cooke est étudiante de première année avec une spécialisation en études asiatiques au Sarah Lawrence College et partage un appartement avec l'actrice Jane Alexander. Elle part en voyage d'été en Inde et rencontre Palden Thondup Namgyal, prince héritier du Sikkim, dans le salon  de l'hôtel Windamere à Darjeeling, en Inde. Il est un veuf récent avec deux fils et une fille et, à 36 ans, près du double de son âge. Ils sont attirés l'un vers l'autre par le même isolement de leur enfance. Deux ans plus tard, en 1961, leurs fiançailles sont annoncées, mais le mariage est reporté de plus d'un an parce que les astrologues du Sikkim et de l'Inde ont averti que 1962 était une année peu propice aux mariages.
Le 20 mars 1963, Cooke épouse Namgyal dans un monastère bouddhiste lors d'une cérémonie célébrée par quatorze lamas. Les invités au mariage comprennent des membres de la royauté indienne, des généraux indiens et sikkimais et l'ambassadeur américain en Inde, John Kenneth Galbraith. Cooke renonce à sa citoyenneté américaine comme l'exigent les lois du Sikkim et aussi pour démontrer au peuple du Sikkim qu'elle n'est pas un «bras américain» dans l'Himalaya. Elle est retirée du registre social, mais le mariage est rapporté dans le magazine National Geographic. Le New Yorker suit le couple royal lors de l'un de leurs voyages annuels aux États-Unis. Bien que son mari soit bouddhiste, Cooke ne s'est pas officiellement convertie du christianisme au bouddhisme bien qu'elle ait pratiqué le bouddhisme dès son plus jeune âge (Henry Kissinger a un jour fait remarquer "qu'elle est devenue plus bouddhiste que la population"),,. Namgyal est couronné monarque du Sikkim le 4 avril 1965. Cependant, leur mariage fait face à des tensions et tous deux ont des liaisons : lui avec une Belge mariée et elle avec un ami américain,.

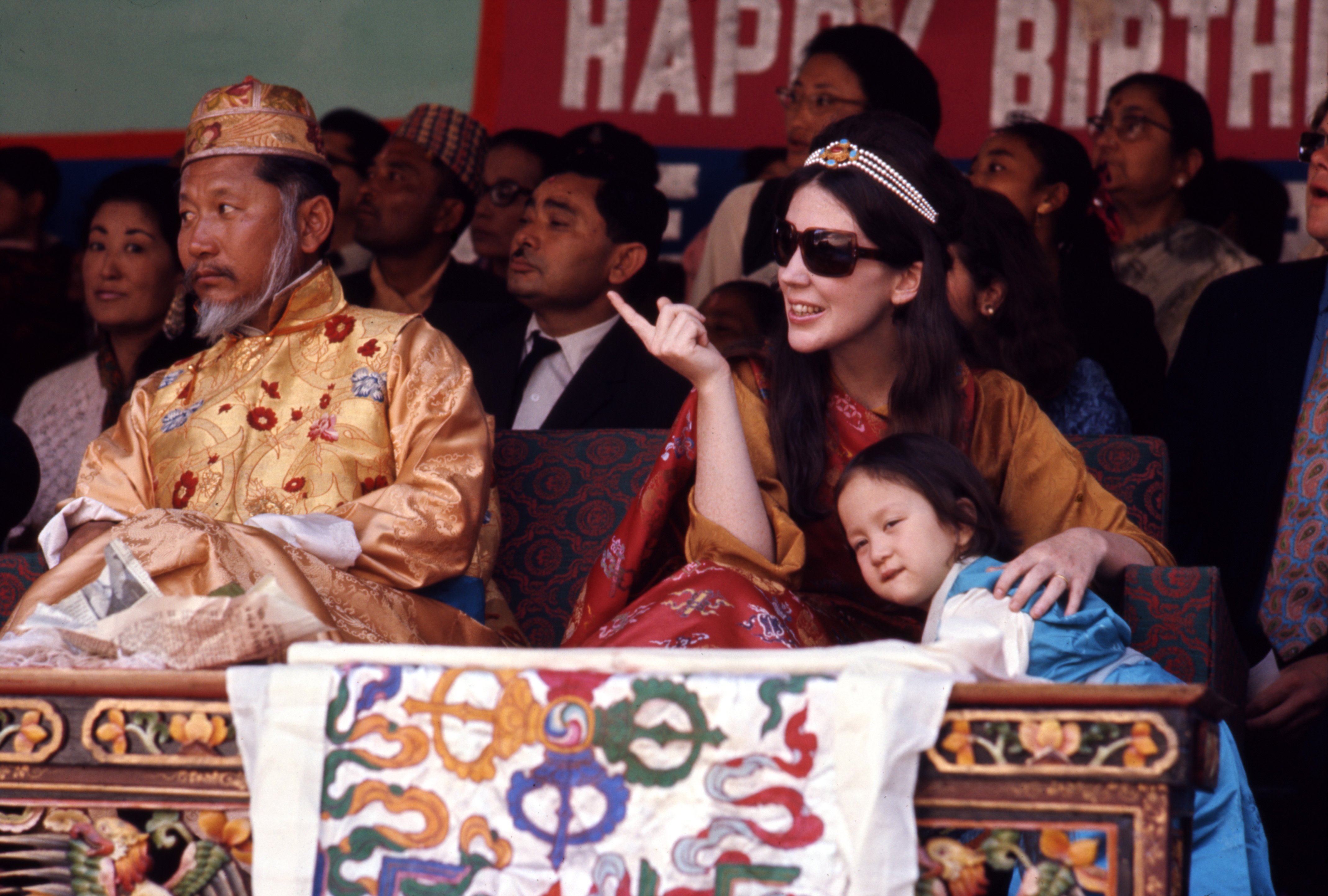
Le roi et la reine du Sikkim et leur fille regardent les anniversaires, Gangtok, Sikkim

Dans le même temps, le Sikkim est sous pression en raison des volontés d'annexion de l'Inde. Des foules marchent sur le palais contre la monarchie. Le mari de Cooke est déposé le 10 avril 1975 et confiné dans son palais en résidence surveillée. Le couple se sépare bientôt. Cooke retourne à Manhattan, où elle élève ses enfants, Palden et Hope Leezum. En mai 1975, le représentant James W. Symington (D-MO) et le sénateur Mike Mansfield (D-MT) parrainent des projets de loi d'intérêt privé pour rétablir sa citoyenneté cependant, après l'adoption du projet de loi au Sénat, plusieurs membres du sous-comité judiciaire de la Chambre sur l'immigration s'opposent, et le projet de loi doit être modifié pour lui accorder le statut de résidente permanente des États-Unis uniquement avant de pouvoir obtenir leur soutien et passer le Congrès,. Le président Gerald Ford signe le projet de loi le 16 juin 1976. Le couple royal divorce en 1980 et Namgyal est décédé d'un cancer en 1982 à New York,.

## Après le Sikkim
Avec une pension alimentaire pour enfants de Namgyal et un héritage de ses grands-parents, Cooke loue un appartement dans le quartier de Yorkville à New York. Cette fois-ci, elle se sent "profondément déplacée" dans la ville et commence à faire des visites à pied, puis à créer la sienne. Elle étudie des revues néerlandaises, de vieux sermons d'église et des articles de journaux pour se familiariser avec la ville et donne des conférences sur l'histoire sociale de New York. Elle écrit une chronique hebdomadaire, "Undiscover Manhattan", pour le Daily News. Ses livres comprennent un mémoire primé de sa vie au Sikkim, Time Change: An Autobiography (1981), un guide hors des sentiers battus de New York, Seeing New York, développé à partir de ses visites à pied, et, avec Jacques d'Amboise, elle publie Teaching the Magic of Dance.
Cooke se remarie en 1983 avec Mike Wallace, un historien lauréat du prix Pulitzer et professeur émérite d'histoire au John Jay College of Criminal Justice,. Ils divorcent ensuite. Le fils de Hope Cooke, Prince Palden, un banquier et conseiller financier de New York, épouse Kesang Deki Tashi et a un fils et trois filles. La fille de Cooke, la princesse Hope, est diplômée de la Milton Academy et de l'Université de Georgetown et épouse (et plus tard divorce) Thomas Gwyn Reich, Jr., un officier du service extérieur américain ; elle se remarie plus tard, à Yep Wangyal Tobden.
Cooke vit à Londres pendant quelques années avant de retourner aux États-Unis, où elle vit maintenant à Brooklyn et travaille actuellement comme écrivain, historienne et conférencière. Elle est consultante pour New York: A Documentary Film de PBS (1999–2001).

## Ouvrages
- Time Change: An American Women's Extraordinary Story, New York : Simon & Schuster (1981) ; (ISBN 0-671-41225-6) [23]
- Teaching the Magic of Dance (avec Jacques d'Amboise), New York : Simon & Schuster (1983) ; (ISBN 0-671-46077-3) .
- Seeing New York: History Walks for Armchair and Footloose Travelers, Philadelphie: Temple University Press (1995); (ISBN 1-56639-289-6) .
- Cooke a écrit plusieurs articles pour le Bulletin de tibétologie, publié par l'Institut Namgyal de tibétologie[24]